# Enrique Rocha Monroy
Enrique Rocha Monroy (Tarija, 1932-La Paz, 16 de abril de 2022) fue un abogado, político y escritor boliviano.

## Trayectoria artística
Hermano del también escritor Ramón Rocha Monroy y sobrino de Germán Monroy Block, es considerado una figura muy importante de la narrativa boliviana. En palabras de Augusto Céspedes, su novela Medio siglo de milagros puede ser considerada como "una de las obras clásicas de la literatura boliviana". En palabras de Homero Carvalho, es "uno de los escritores más premiados de Bolivia y sobre su obra han escrito los mejores críticos de literatura".

## Obras
Novela: El rostro de la furia (1979); Los cuatro tonos del kikiriki (1976); Sentina de escombros (Premio Franz Tamayo, 1975); El rostro de la furia (1979); Medio siglo de milagros (Premio Blasco Ibáñez, España, 1979); Tan lejos de Dios (Premio ‘Franz Tamayo’, 1979); Presagio de dos muertes (1992); Anunciación de Miguel Arcángel (2003); Mis confesiones (2024, obra póstuma).
Cuento: Un gusto de polvo en la garganta (1977); Las piernas de Begoña (1979); Yo, señores, soy Choke Yapu Marka (1993).